# Bastard-Frauenmantel
Der Bastard-Frauenmantel (Alchemilla glaucescens), auch als Graugrüner Frauenmantel oder Filziger Frauenmantel bezeichnet, ist eine zu den Rosengewächsen (Rosaceae) zählende Art. Sie gehört zur Alchemilla-glaucescens-Gruppe, deren Angehörige in allen Teilen behaart sind. Die Blattlappen besitzen nur 9 bis 11 Zähne.

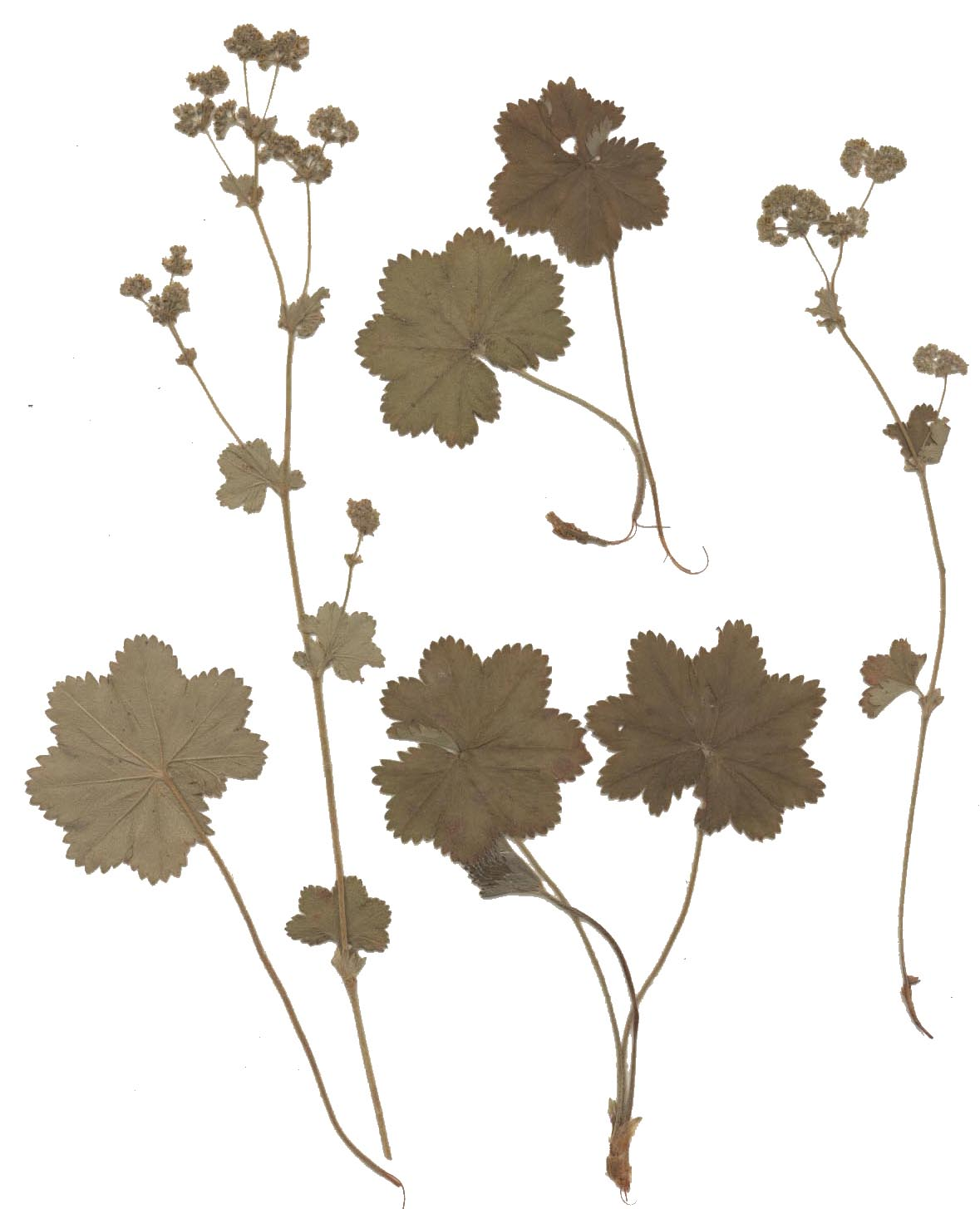
Bastard-Frauenmantel (Herbarbeleg)

## Weblinks

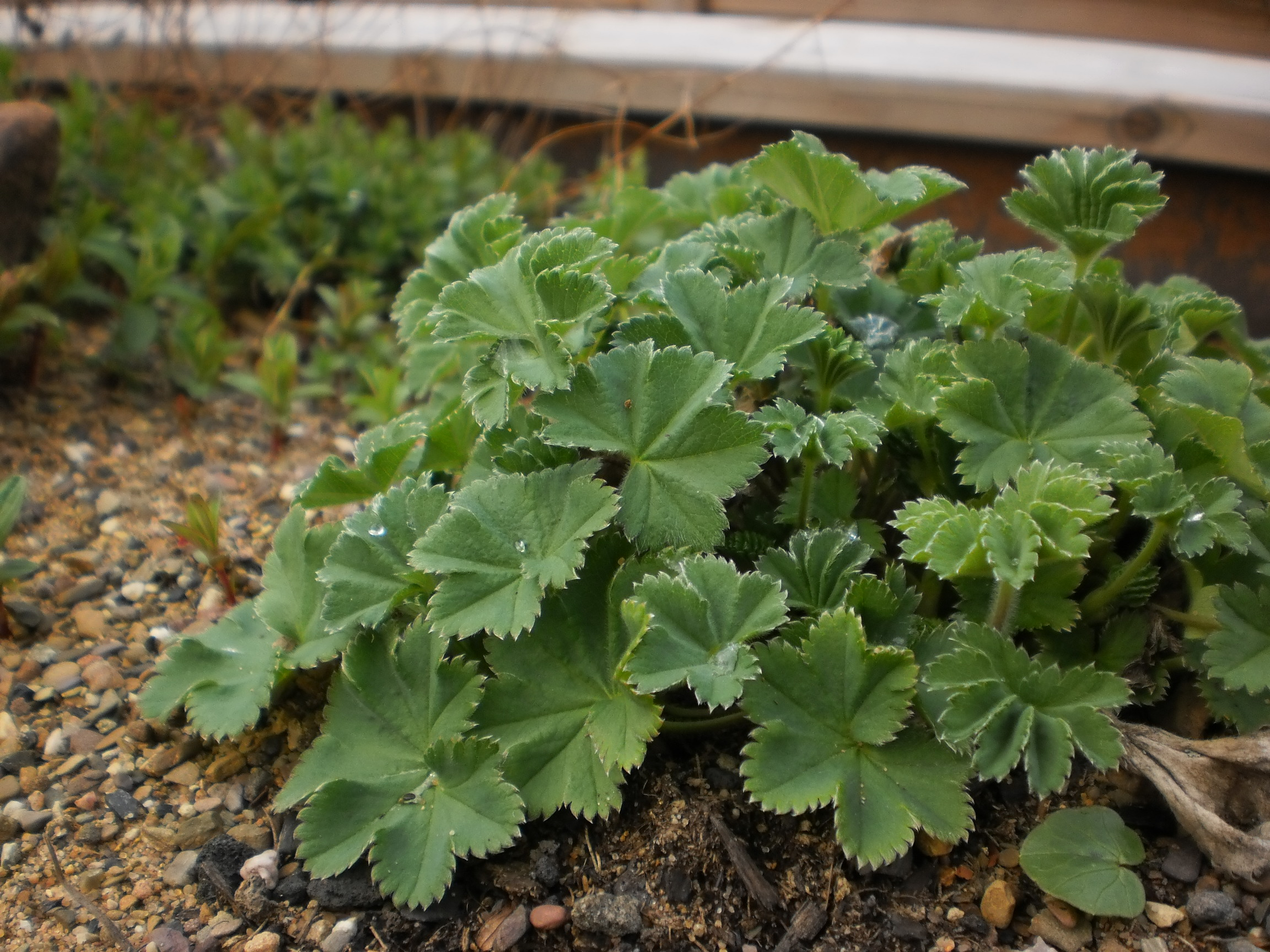
An Stängeln und auf der Blattoberfläche ist gut die Behaarung zu erkennen

## Erscheinungsbild
Der Bastard-Frauenmantel ist eine kleine, selten 30 cm Wuchshöhe erreichende Art. Die ganze Pflanze, einschließlich der Blütenstiele und der Blüten ist dicht, teilweise sehr dicht abstehend bis vorwärts abstehend behaart.
Die Grundblätter sind meist rundlich und besitzen eine enge bis etwas überlappende Basalbucht. Sie sind nur 2 bis 6 cm breit und auf 1/3 bis 1/2 in 7 bis 9 parabolische Lappen geteilt. Bei älteren Exemplaren sind die Lappen eher breiter und hyperbolisch bis flachbogig geformt. Die Lappenhälften besitzen 3 bis 6 ziemlich schmale, warzenförmige Zähne, wobei der Mittelzahn meist kurz ausgebildet ist.
Der Blütenbecher ist kugelig-glockig geformt und am Grunde mehr oder weniger abgerundet, im oberen Teil ist er oft leicht eingeschnürt. Die Kelchblätter sind in etwa so lang wie der Blütenbecher. Die Außenkelchblätter sind deutlich kürzer und schmaler als die Kelchblätter.
Der Bastard-Frauenmantel blüht vorwiegend in den Monaten Mai bis August.
Die Chromosomenzahl beträgt 2n = 102-108.

## Verbreitung und Standortansprüche
Das Verbreitungsgebiet von Alchemilla glaucescens reicht von Mittelskandinavien im Norden bis nach Süditalien. Östlich dringt er bis ins obere Wolgagebiet vor.
In Deutschland kommt die Art sehr zerstreut vor. Ihr Verbreitungsschwerpunkt liegt im mittleren und südlichen Gebiet.
In Österreich kommt der Bastard-Frauenmantel allgemein zerstreut vor.
In der Schweiz ist die Art vor allem im südlichen Teil relativ verbreitet.
Die Art ist lichtliebend und beschränkt seine Standorte im Gegensatz zu den meisten anderen Alchemilla-Arten auf trockene oder sehr magere Plätze. Sie wächst sowohl auf kalkarmen wie auch auf kalkreichen Böden.

## Verwechslungsmöglichkeiten
Der Bastard-Frauenmantel unterscheidet sich durch seine geringe Größe und dichte Behaarung gut von den anderen Alchemilla-Arten.